# Peter Lyman
G. Peter Lyman (* 13. September 1940 in San Francisco, Kalifornien; † 2. Juli 2007 in Berkeley, Kalifornien) war ein US-amerikanischer Informationswissenschaftler.

## Leben
Lyman machte 1962 an der Stanford University seinen Bachelor-Abschluss (BA) in Philosophie und 1963 seinen Master (MA) in Politikwissenschaften in Berkeley. 1972 wurde er in Stanford in Politikwissenschaften promoviert (Ph.D.).
Er war Mitbegründer des „James Madison College“, einer Internatshochschule mit einem Fokus auf „Öffentlicher Ordnung“, an der Michigan State University. Dort war er Fakultätsmitglied von 1967 bis zu seinem Wechsel an die University of Southern California (USC) 1987. An der USC gründete er das „Center for Scholarly Technology“ und war dessen Direktor; er baute das Institut zu einer der weltweit führenden Bibliotheken mit einem einzigartigen Bibliothek-Informationssystem aus. 1991 wurde er zudem Leiter der Universitätsbibliothek an der USC.
1994 wechselte er an die Universität Berkeley auf den Lehrstuhl für Informationsmanagement und -systeme an der heutigen „UC Berkeley School of Information“. Zudem war er von 1994 bis 1998 an der UC Berkeley Leiter der dortigen Universitätsbibliothek. 2006 wurde er emeritiert.
Lyman war Mitherausgeber des „American Behavioral Scientist“, des „Journal of Electronic Publishing“ und der „Information Technology, Education and Society“. Er war Mitglied des Aufsichtsrats von Sage Publishing, Inc., zudem ehemaliger Aufsichtsrat bei EDUCOM, the Research Libraries Group (RLG), The Babbage Institute, the Technical Advisory Board of the Commission on Preservation and Access, the Council on Library and Information Resources (CLIR) und the Internet Archive. 
Peter Lyman starb an den Folgen eines Gehirntumors. Er war mit der Professorin Barrie Thorne verheiratet und hatte zwei Kinder.